# Potamotrygon
Potamotrygon – rodzaj ryb chrzęstnoszkieletowych z podrodziny Potamotrygoninae w obrębie rodziny płaszczek słodkowodnych (Potamotrygonidae).

## Rozmieszczenie geograficzne
Do rodzaju należą gatunki występujące w słodkich wodach na obszarze całej Ameryki Południowej.

## Morfologia
Długość ciała do 111 cm; masa ciała (największa opublikowana) 208 kg.

## Systematyka
Rodzaj zdefiniował w 1877 roku ichtiolog i herpetolog Samuel Garman w artykule poświęconym morfologii miednicy i zewnętrznych narządach płciowych płaszczek, wraz z opisami nowych rodzajów opublikowanym w czasopiśmie Proceedings of the Boston Society of Natural History. Gatunkiem typowym jest (późniejsze oznaczenie) Pastinaca humboldtii (nomen dubium). Wcześniejsza nazwa – Pastenagus – którą ukuł w 1829 roku francuski przyrodnik François Désiré Roulin nie była używana przez społeczność zoologiczną przez 100 lat i dlatego stanowi nomen oblitum.

### Etymologia
- Pastenagus: fr. pastenague ‘płaszczka’[2].
- Potamotrygon: gr. ποταμος potamos ‘rzeka’; τρυγων trugōn, τρυγονσς trugonos ‘płaszczka’[7].

### Podział systematyczny
Do rodzaju należą następujące występujące współcześnie gatunki:

- Potamotrygon adamastor Fontenelle & Carvalho, 2017
- Potamotrygon albimaculata Carvalho, 2016
- Potamotrygon amandae Loboda & Carvalho, 2013
- Potamotrygon amazona Fontenelle & Carvalho, 2017
- Potamotrygon boesemani Rosa, Carvalho & Almeida Wanderley, 2008
- Potamotrygon brachyura (Günther, 1880)
- Potamotrygon constellata (Vaillant, 1880)
- Potamotrygon falkneri Castex & Maciel, 1963
- Potamotrygon garmani Fontenelle & Carvalho, 2017
- Potamotrygon henlei (Castelnau, 1855)
- Potamotrygon histrix (Müller & Henle, 1839)
- Potamotrygon humerosa Garman, 1913
- Potamotrygon jabuti Carvalho, 2016
- Potamotrygon leopoldi Castex & Castello, 1970
- Potamotrygon limai Fontenelle, da Silva & Carvalho, 2014
- Potamotrygon magdalenae (Duméril, 1865)
- Potamotrygon marinae Deynat, 2006
- Potamotrygon marquesi da Silva & Loboda, 2019
- Potamotrygon motoro (Müller & Henle, 1841) – płaszczka plamista[8]
- Potamotrygon ocellata (Engelhardt, 1912)
- Potamotrygon orbignyi (Castelnau, 1855)
- Potamotrygon pantanensis Loboda & Carvalho, 2013
- Potamotrygon rex Carvalho, 2016
- Potamotrygon schroederi Fernández-Yépez, 1958
- Potamotrygon schuhmacheri Castex, 1964
- Potamotrygon scobina Garman, 1913
- Potamotrygon signata Garman, 1913
- Potamotrygon tatianae da Silva & Carvalho, 2011
- Potamotrygon tigrina Carvalho, Sabaj Pérez & Lovejoy, 2011
- Potamotrygon wallacei Carvalho, Rosa & Araújo, 2016
- Potamotrygon yepezi Castex & Castello, 1970

Opisano również gatunki wymarłe:
- Potamotrygon agassizii (Larrazet, 1886)[9]
- Potamotrygon canaanorum Chabain, Antoine, Altamirano-Sierra, Marivaux, Pujos, Gismondi & Adnet, 2017[10]
- Potamotrygon gaudryi (Larrazet, 1886)[11]
- Potamotrygon paranensis (Larrazet, 1886)[12]
- Potamotrygon rajachloeae Chabain, Antoine, Altamirano-Sierra, Marivaux, Pujos, Gismondi & Adnet, 2017[13]
- Potamotrygon rectangularis (Larrazet, 1886)[14]
- Potamotrygon ucayalensis Adnet, Gismondi & Antoine, 2014[15]